# Klaas Balk
Klaas Balk (Badhoevedorp, Haarlemmermeer, Holanda del Nord, 27 de desembre de 1948) va ser un ciclista neerlandès. Va competir en ciclisme en pista i en carretera i va participar en dues edicions dels Jocs Olímpics.

## Palmarès en pista
- 1967
  -  Campió dels Països Baixos en Quilòmetre
- 1969
  -  Campió dels Països Baixos en Quilòmetre
- 1970
  -  Campió dels Països Baixos en Quilòmetre
- 1972
  -  Campió dels Països Baixos en tàndem (amb Peter van Doorn)
  -  Campió dels Països Baixos en velocitat

## Palmarès en ruta
- 1971
  - Vencedor d'una etapa a l'Olympia's Tour
- 1972
  - Vencedor d'una etapa a l'Olympia's Tour